# Šuang-ja-šan
Šuang-ja-šan (čínsky pchin-jinem Shuāngyāshān, znaky 双鸭山) je městská prefektura v Čínské lidové republice. Patří k provincii Chej-lung-ťiang.
Celá prefektura má rozlohu 22 612 čtverečních kilometrů a v roce 2020 v ní žilo 1,2 milionu lidí.

## Poloha
Sousedí s prefekturami Ťia-mu-s’, Čchi-tchaj-che a Ťi-si. Na východě sousedí s Ruskem.

## Správní členění
Městská prefektura Šuang-ja-šan se člení na osm celků okresní úrovně, a sice čtyři městské obvody a čtyři okresy.
| 1 Ling-tung 2 Pao-šan okres · Ťi-sien okres · Jou-i okres · Pao-čching okres · Žao-che 1. Ťien-šan 2. S’-fang-tchaj |          |                       |                       |             |                                         |
| Název | Název    | Počet obyvatel (2010) | Počet obyvatel (2020) | Rozloha km² | Hustota zalidnění (obyv. na km²) (2020) |
| český přepis | znaky    | Počet obyvatel (2010) | Počet obyvatel (2020) | Rozloha km² | Hustota zalidnění (obyv. na km²) (2020) |
| Městské obvody |          |                       |                       |             |                                         |
| Ťien-šan | 尖山区   | 251 368               | 262 359               | 119         | 2 208                                   |
| S’-fang-tchaj | 四方台区 | 62 633                | 39 550                | 186         | 213                                     |
| Pao-šan | 宝山区   | 131 467               | 72 475                | 422         | 172                                     |
| Ling-tung | 岭东区   | 49 732                | 27 498                | 741         | 37                                      |
| Okresy |          |                       |                       |             |                                         |
| Ťi-sien | 集贤县   | 299 890               | 243 945               | 2 453       | 99                                      |
| Jou-i | 友谊县   | 110 790               | 101 080               | 1 809       | 56                                      |
| Pao-čching | 宝清县   | 407 114               | 331 377               | 8 943       | 37                                      |
| Žao-che | 饶河县   | 149 632               | 130 519               | 7 940       | 16                                      |
| |          |                       |                       |             |                                         |
| Celkem | Celkem   | 1 462 626             | 1 208 803             | 22 612      | 53                                      |

## Partnerská města
- Magadan, Rusko (12. červenec 2013)
- Nagai, Japonsko (21. květen 1992)